# シャルル・モンテイユ
シャルル・モンテイユ（Charles Monteil、1871年2月22日 - 1949年4月20日）は、20世紀前半のフランスの民族学者、言語学者。パリで生まれ、チュルで没した。
若い頃は海兵隊で軍事訓練を受けながら、フランスの植民地経営に関わる官僚になった。植民地官僚組織の中で徴税官吏の長になるまで出世し、1893年に象牙海岸植民地の長官ルイ＝ギュスターヴ・バンジェの個人秘書になった。このとき、バウレ人の国における郵便局の設立に携わったが、これはフランスがアフリカの内陸に開設したはじめての郵便局になった。
1897年から1899年までメディーヌに住み、民族誌学・言語学的調査を行った。モンテイユはアフリカの歴史、社会、経済に関して、多くの著述を行った。セグーとカアルタのバンバラ人の国に関する著作や、ハソンケ人に関する著作が民族学、民族誌学上重要なものとして挙げられる。
シャルル・モンテイユはその後、国立東洋言語大学（フランス国立東洋言語文化研究所の前身）において「スーダーン言語科」の教授になった。
シャルル・モンテイユは、フランスの東洋史学者ヴァンサン＝マンスール・モンテイユ（1913-2005）の父親である。また、詩人、小説家、劇作家、文芸批評家のフランシス・ジャムとも親交を結んだ。

## 著作
- Les Bambara du Ségou et du Kaarta. G.-P. Maisonneuve & Larose, Paris 1977.
- Une cité soudanaise, Djenné, métropole du delta central du Niger (1932) Société d'éditions géographiques, maritimes et coloniales (2e éd. Paris : Ed. Anthropos, 1971)
- Les Empires du Mali : étude d'histoire et de sociologie soudanaises. Paris : Maisonneuve et Larose, 1929
- Le Coton chez les Noirs. Paris, Larose 1927. (Gouvernement général de l'Afrique occidentale française. Publications du comité d'études historiques et scientifiques. 2,4.)
- Les Khassonké. Monographie d'une peuplade du Soudan français. Paris, Leroux 1915. (Collection de la Revue du Monde musulman.5.)
- Soudan français. Contes soudanais. Préface de Rene Passet. - Paris 1905. (Collection de contes et de chansons populaires.28.)
- État actuel de nos connaissances sur l'AOF (27), Émile Larose